# Étienne Ghys
Pour les articles homonymes, voir Ghys.
Étienne Ghys, né le 29 décembre 1954 à Lille, est un mathématicien français, secrétaire perpétuel (première division) de l'Académie des sciences.
Directeur de recherche émérite au CNRS, affecté à l’unité de mathématiques pures et appliquées (unité mixte de recherche CNRS, École normale supérieure de Lyon et INRIA), il est connu pour sa recherche en géométrie et sur les systèmes dynamiques, ainsi que pour ses travaux de vulgarisation.

## Biographie
Étienne Ghys s'intéresse dès sa jeunesse aux mathématiques ; il découvre à la bibliothèque de Roubaix un exemplaire de La Science et l'Hypothèse, d'Henri Poincaré, qui éveille son appétit pour la géométrie non euclidienne.
Ancien élève de l'École normale supérieure de Saint-Cloud (ENS sciences) (1974), il est agrégé de mathématiques. À l'ENS, il suit les cours de Jean Giraud, et ceux d'Henri Cartan à la faculté des sciences d'Orsay. Il obtient un doctorat en 1979, en soutenant une thèse sur les actions localement libres du groupe affine sous la direction de Gilbert Hector.
Il est coopérant scientifique à l'Instituto de Matemática Pura e Aplicada, à Rio de Janeiro (1979-1981). 
En 1986, il soutient une habilitation à diriger des recherches intitulée « Systèmes dynamiques et feuilletages ».
Il est, depuis 1988, directeur de recherche au CNRS à l'UMPA, unité de mathématiques pures et appliquées de l'École normale supérieure de Lyon. 
En 1990, il est conférencier invité au Congrès international des mathématiciens (ICM) de Kyōto ; en 2010, membre du comité de programme du Congrès d'Hyderabad ; et, en 2006, conférencier plénier à l'ICM de Madrid. En 2014, il est membre du comité de la médaille Fields.
Depuis 2018, il appartient au conseil scientifique de l'Éducation nationale.

## Travaux

### Recherche
Ses domaines de recherche et de publication sont principalement la géométrie et les systèmes dynamiques.

### Vulgarisation
Il est l'auteur avec Aurélien Alvarez et Jos Leys de Dimensions... une promenade mathématique, film de mathématiques en images de synthèse qui a reçu le prix d'Alembert en 2010, ainsi que de Chaos... une aventure mathématique.
Il est le fondateur et le rédacteur en chef (de 2009 à 2014) de la revue en ligne Images des mathématiques, soutenue par le CNRS, qui fait découvrir au plus grand nombre la recherche mathématique contemporaine et son environnement.
Il participe à la création de la Maison des mathématiques et de l'informatique de Lyon en 2012 et il est membre du comité scientifique de l'École d'été internationale en mathématiques pour jeunes étudiants.
Parmi ses articles de vulgarisation de géométrie figure sa description du ballon officiel de la Coupe du monde de football 2014, le Brazuca, qui peut être vu comme un cube composé de six « faces » toutes identiques.

#### Reconnaissance
- 2015 : Prix Clay de diffusion des mathématiques, attribué pour la première fois, décerné pour « ses contributions personnelles importantes à la recherche mathématique et ses travaux remarquables pour la promotion des mathématiques. »
- 2022 : Médaille de la médiation scientifique du CNRS[12]

## Honneurs et distinctions

### Décorations
- 2012 :  Chevalier de la Légion d'honneur[13]
- 2024 :  Commandeur de l'ordre des Arts et des Lettres[14]

### Prix et honneurs
- Prix Servant de l'Académie des sciences, 1990
- Médaille d'argent du CNRS, 1991
- Docteur honoris causa de l'université de Genève, 2008
- Docteur honoris causa de l'université de Neuchâtel (Suisse), 2018[15]

### Membre d'académies
- Membre depuis 2004 de l'Académie des sciences[16] dont il est secrétaire perpétuel pour la première division depuis le 1er janvier 2019[17].
- Membre de l'Académie des sciences, belles-lettres et arts de Lyon depuis 2012[18]
- Membre correspondant de l'Academia Mexicana de Ciencias (en), 2002

## Ouvrages
- La Théorie du chaos (CD audio), Paris, De vive voix, coll. « L'Académie raconte les sciences », 2010 (ISBN 978-2846841078)
- La Petite Histoire des flocons de neige, Odile Jacob, 2021, 144 p. (ISBN 978-2-738-15441-5)
- La Petite Histoire du ballon de foot, Odile Jacob, 18 janvier 2023, 144 p. (ISBN 978-2-4150-0544-3)
- Ma Petite Histoire des nombres, Odile Jacob, 26 mars 2025, 216 p. (ISBN 9782415011468)

### Collectif
- Henri Paul de Saint-Gervais, Uniformisation des surfaces de Riemann, ENS éditions, 2010, 544 p. (ISBN 978-2-84788-233-9, lire en ligne)Henri Paul de Saint-Gervais est le pseudonyme d'un groupe de quinze mathématiciens, réunis pendant une semaine en 2007 à Saint-Gervais-la-Forêt, en Sologne : Aurélien Alvarez, Christophe Bavard, François Béguin, Nicolas Bergeron, Maxime Bourrigan, Bertrand Deroin, Sorin Dumitrescu, Charles Frances, Étienne Ghys, Antonin Guilloux, Frank Loray, Patrick Popescu-Pampu, Pierre Py, Bruno Sévennec et Jean-Claude Sikorav

### Filmographie
- Site du film Dimensions

### Radio
- « Etienne Ghys, les maths montées en neige », 58 min [], sur France Culture, La Méthode scientifique, 18 mars 2021 (consulté le 19 mars 2021)